# شيريل ويب
شيريل ويب (بالإنجليزية: Cheryl Webb) هي منافسة ألعاب القوى أسترالية، ولدت في 3 أكتوبر 1976.

## وصلات خارجية
- شيريل ويب على موقع الاتحاد الدولي لألعاب القوى (الإنجليزية)
- شيريل ويب على موقع النتائج التاريخية لألعاب القوى الأسترالية (الإنجليزية)
- شيريل ويب على موقع أوليمبيديا (الإنجليزية)
- شيريل ويب على موقع اللجنة الأولمبية الأسترالية (الإنجليزية)
- شيريل ويب على موقع اتحاد ألعاب الكومنولث (مؤرشف) (الإنجليزية)